# Bartholomäus Hopfer
Bartholomäus Hopfer (Augusta, 1º maggio 1628 – Strasburgo, 27 ottobre 1699) è stato un pittore tedesco, che ha formato Govert Flinck ad Amsterdam, dove è venuto sotto l'influenza indiretta di Rembrandt e Van Dyck, poi si stabilì definitivamente a Strasburgo nel 1656.